# Anapoma milloti
Anapoma milloti är en fjärilsart som beskrevs av Charles E. Rungs 1955. Anapoma milloti ingår i släktet Anapoma och familjen nattflyn. Inga underarter finns listade i Catalogue of Life.